# Melodifestivalen 2019
Das Melodifestivalen 2019 war der schwedische Vorentscheid für den Eurovision Song Contest 2019 in Tel Aviv (Israel). Es war die 59. Ausgabe des von der schwedischen Rundfunkanstalt SVT veranstalteten Wettbewerbs. Insgesamt dauerte der Wettbewerb vom 2. Februar 2019 bis zum 9. März 2019 an. John Lundvik gewann mit dem Lied Too Late for Love.

## Format

### Konzept
Zum siebzehnten Mal finden die Halbfinals an verschiedenen Orten Schwedens statt. Es treten 28 Beiträge an, die auf vier Halbfinals verteilt werden, sodass jeweils sieben Beiträge pro Halbfinale vorgestellt werden. Die Zuschauer entscheiden in zwei Abstimmungsrunden, wer sich für das Finale qualifizierte und wer in der Andra Chansen (dt.: Zweite Chance) nochmals antreten darf. In jedem Halbfinale qualifizieren sich die ersten beiden Beiträge mit den meisten Zuschauerstimmen direkt für das Finale. Diejenigen Beiträge, die Platz drei und vier belegen, treten ein zweites Mal in der Sendung Andra Chansen auf. Dort traten die Kandidaten dann in Duellen gegeneinander an und wer die meisten Zuschauerstimmen auf sich vereinigen kann, qualifiziert sich für das Finale. Im Finale treten zwölf Interpreten auf.
Produzent des Melodifestivalen 2019 ist wie in den Vorjahren Christer Björkman. Nachdem 2018 der schlechteste Zuschauerschnitt seit 2011 erreicht wurde, wird Edward af Sillén zusammen mit Christer Björkman und Henric von Zweigbergk an der Produktion des Melodifestivalen beteiligt sein. Edward af Sillén war unter anderem für den Eurovision Song Contest 2013 und 2016 verantwortlich. Ebenfalls war er an der Produktion des Melodifestivalens zwischen 2009 und 2016 beteiligt.
Am 18. Januar 2019 gab SVT bekannt, dass das Abstimmungssystem für 2019 erneut geändert wird. So sollen die Zuschauerstimmen nun nach verschiedenen Gruppen mit Punkten geordnet werden. Seit 2015 über die Melodifestivalen App abgestimmt werden kann, gab es häufig Kritik, dass die jüngeren Zuschauer die Abstimmung dominieren würden. Um auf diese Kritik zu reagieren, wird für 2019 das SMS-Voting abgeschafft. Laut SVT gab es kaum noch Personen, die über eine SMS abgestimmt haben. Per Telefon soll allerdings weiterhin abgestimmt werden, so dass sich die Zuschauerstimmen ab 2019 nur noch aus der App-Abstimmung und dem Televoting zusammensetzen. Insgesamt wird SVT die Zuschauerstimmen nun farblich nach Altersgruppen sortieren. So kommen folgende acht Kategorien zustande:
| Altersgruppen:                                                                                        |
|  3–9 Jahre  10–15 Jahre  16–29 Jahre  30–44 Jahre  45–59 Jahre  60–74 Jahre  ab 75 Jahren  Televoting |

Im Halbfinale können dann je Gruppe 12, 10, 8, 6, 4, 2 und 1 Punkt/e verteilt werden. Im Finale kann dann jede Gruppe 12, 10, 8, 7, 6, 5, 4, 3, 2 und 1 Punkte/e verteilen. Um ein ausgeglichenes Verhältnis zu den internationalen Jurys im Finale zu schaffen, wird deren Anzahl von 11 auf 8 reduziert. Auch je internationale Jury wird 12, 10, 8, 7, 6, 5, 4, 3, 2 und 1 Punkt/e verteilt. In der Sendung Andra Chansen kann dann jede Gruppe einen Punkt an ihren Favoriten verteilen. Der Interpret mit den meisten Punkten pro Duell qualifiziert sich für das Finale. So bleibt das System bestehen, dass im Halbfinale und in der Andra Chansen-Runde die Zuschauer das Ergebnis festlegen und im Finale zu 50 % die Zuschauer und zu 50 % eine internationale Jury den Sieger entscheiden. Bei Gleichstand siegt der Interpret mit den meisten Gesamtstimmen.
Neben dieser Änderung, wird auch das schlagende Herz, welches pro Auftritt in der linken Ecke des Bildschirmes erscheint, reformiert. So wird während des Auftrittes die Farbe derjenigen Altersgruppe angezeigt, die momentan am häufigsten abstimmt.

### Sendungen
| Göteborg |

| Malmö |

| Leksand |

| Lidköping |

| Nyköping |

| Stockholm |

Wie die Stadt Östersund mitteilte, wurde sie im Frühjahr 2018 für die Austragung des Andra Chansen am 2. März 2019 angefragt. Allerdings kollidiert der Termin mit der Biathlon-Weltmeisterschaften 2019, die ab dem 7. März 2019 stattfinden soll. Die Gemeinde bat um Bedenkzeit, doch Live Nation Entertainment, die das Melodifestivalen für SVT organisiert schloss eine Austragung in der Stadt aus. Die Gemeinde sei aber nach wie vor an einer Austragung im Jahr 2020 interessiert. Die Gemeinde trug zuletzt 2015 das Melodifestivalen aus. Die Stadt Lidköping bewarb sich um die Austragung einer Sendung des Melodifestivalen zwischen den Jahren 2019 bis 2021. Dazu sagte die Stadt, sollten sie den Zuschlag erhalten, würde sie 700.000 Kronen zur Verfügung stellen.
Am 12. September 2018 stellte SVT die Austragungsorte des Melodifestivalen 2019 vor. Wie in den Vorjahren fanden zwei der vier Halbfinale in Göteborg und Malmö statt. Das Finale wurde, wie es seit 2013 der Fall ist, in der Friends Arena in Stockholm ausgetragen. Leksand war zum vierten, Lidköping zum zweiten und Nyköping zum dritten Mal Austragungsort des Melodifestivalen.
| Sendung       | Sendedatum       | Stadt     | Austragungsort            | Zuschauer (SVT1) | Zuschauerstimmen (Televoting & App) | Anzahl der Votings |
| ------------- | ---------------- | --------- | ------------------------- | ---------------- | ----------------------------------- | ------------------ |
| Deltävling 1  | 02. Februar 2019 | Göteborg  | Scandinavium              | 3.046.000        | 7.158.323                           | 498.976            |
| Deltävling 2  | 09. Februar 2019 | Malmö     | Malmö Arena               | 2.941.000        | 6.993.333                           | 498.889            |
| Deltävling 3  | 16. Februar 2019 | Leksand   | Tegera Arena              | 2.900.000        | 6.305.045                           | 476.870            |
| Deltävling 4  | 23. Februar 2019 | Lidköping | Sparbanken Arena          | 2.704.000        | 6.810.817                           | 530.370            |
| Andra Chansen | 02. März 2019    | Nyköping  | Nyköpings Arenor Rosvalla | 2.632.000        | 7.244.085                           | 504.294            |
| Finalen       | 09. März 2019    | Stockholm | Friends Arena             | 3.614.000        | 15.757.707                          | 804.663            |
| Gesamt        | Gesamt           | Gesamt    | Gesamt                    | 17.864.000       | 50.207.280                          | 3.314.062          |

Insgesamt verzeichnete das Melodifestivalen 2019 50.207.280 Zuschauerstimmen, das einer Steigerung gegenüber dem Vorjahr von 19,07 % entspricht. Zum zweiten Mal in Folge nach 2018 sank, trotz eines gelungenen Auftaktes, die Zuschauerzahl bis einschließlich zur Sendung Andra Chansen ab. Beim Video-on-Demand-Dienst SVT Play verdoppelte sich die Zuschauerzahl auf 150.000 bis 200.000 Zuschauer pro Sendung.

### Beitragswahl
Vom 31. August, 9:00 Uhr bis zum 17. September 2018, 11:59 Uhr hatten Komponisten die Gelegenheit, einen Beitrag beim schwedischen Fernsehen SVT einzureichen. Von diesen werden 28 Beiträge ausgewählt. Die Auswahl erfolgt nach folgendem Auswahlprozess:
- 14 Beiträge werden aus allen eingereichten Beiträgen ausgewählt.
- 13 Beiträge werden auf Einladung von SVT ausgewählt.
- The Lovers Of Valdaro erhielten einen Startplatz für das Melodifestivalen 2019.

Wie in den Vorjahren müssen mindestens 50 % aller Beiträge von weiblichen Komponistinnen mitgeschrieben werden.
Insgesamt wurden 2.295 Beiträge beim schwedischen Fernsehen eingereicht und damit 476 weniger als im Vorjahr. Dies ist niedrigste Zahl seit 2015.
Eine 15-köpfige Jury wählte aus allen Einsendungen die 28 Beiträge der Sendung aus.
| Name               | Alter | Bekannt als                                                        |
| ------------------ | ----- | ------------------------------------------------------------------ |
| Karin Gunnarsson   | 42    | Juryvorsitzende, stellvertretende Produzentin des Melodifestivalen |
| Arantxa Álvares    | 27    | Fernsehmoderatorin                                                 |
| Keisha von Arnold  | 23    | Tänzerin, Choreografin                                             |
| Michael Cederberg  | 54    | Musikredakteur, Radiomoderator bei Sveriges Radio P4               |
| Johan Fridlund     | 24    | Lehrer                                                             |
| Martin Glemme      | 37    | Berater                                                            |
| Leo Gullberg       | 25    | Projektleiter                                                      |
| Mari Hesthammer    | 30    | Musikredakteurin bei Sveriges Radio P3                             |
| Ida Isaelsson      | 31    | Ökonom                                                             |
| Rickard Keilor     | 47    | Programmmanager bei NRJ                                            |
| Naya Lamaj         | 27    | Programmmanager bei Sveriges Radio P3                              |
| Carl-Philip Landin | 28    | Manager                                                            |
| Sophia Olofsson    | 27    | Redakteurin bei Spotify                                            |
| Robert Sehlberg    | 49    | Leiter Musikredaktion NENT Group Radio                             |
| Germund Stenhag    | 50    | Musikredakteur bei Sveriges Radio P4                               |

### Moderation
Am 26. Oktober 2018 stellte SVT im Rahmen einer Pressekonferenz die vier Gastgeber der Sendung vor. So werden Sarah Dawn Finer, Kodjo Akolor, Marika Carlsson und Eric Saade die sechs Sendungen gemeinsam moderieren. Letztgenannter nahm 2011 beim Eurovision Song Contest in Düsseldorf teil und moderierte den Greenroom beim Eurovision Song Contest 2013. Sarah Dawn Finer nahm bereits 2009 am Melodifestivalen teil und moderierte bereits die Ausgabe von 2012 zusammen mit Gina Dirawi und Helena Bergström.

## Teilnehmer
Am 16. November 2018 gab SVT bekannt, dass alle 28 Teilnehmer des Melodifestivalen 2019 auf einer speziellen Pressekonferenz am 27. November 2018 präsentiert wurden.

### Zurückkehrende Interpreten
21 Interpreten kehrten 2019 zum Wettbewerb zurück. Besonders ist die Rückkehr von Ann-Louise Hanson. Sie ist mit 13 vorherigen Teilnahmen die häufigste Teilnehmerin in der Geschichte des Melodifestivalen. Mit Anna Bergendahl, Arvinganra und Martin Stenmarck kehrten drei ehemalige Sieger des Melodifestivalen zurück.
| Interpret                                    | Vorheriges Teilnahmejahr                                                         |
| -------------------------------------------- | -------------------------------------------------------------------------------- |
| Andreas Johnson                              | 2006, 2007, 2008, 2010, 2012, 2015                                               |
| Anna Bergendahl                              | 2010                                                                             |
| Ann-Louise Hanson                            | 1963, 1966, 1967, 1969, 1973, 1974, 1975, 1982, 1983, 2002, 2004                 |
| Anton Hagman                                 | 2017                                                                             |
| Arja Saijonmaa                               | 1987, 2005                                                                       |
| Arvingarna                                   | 1993, 1995, 1999, 2002                                                           |
| Dolly Style                                  | 2015, 2016                                                                       |
| Jan Malmsjö                                  | 1969                                                                             |
| John Lundvik                                 | 2018                                                                             |
| Jon Henrik Fjällgren                         | 2015, 2017                                                                       |
| Liamoo                                       | 2018                                                                             |
| Lina Hedlund                                 | 2002 & 2003 (als Solokünstlerin), 2009, 2010, 2014 (als Teil der Gruppe Alcazar) |
| Lisa Ajax                                    | 2016, 2017                                                                       |
| Margaret                                     | 2018                                                                             |
| Martin Stenmarck                             | 2005, 2014, 2016                                                                 |
| Mia Stegmar (als Teil der Gruppe Pagan Fury) | 2004 (als Teil der Gruppe Itchycoo)                                              |
| Mohombi                                      | 2005 (als Teil der Gruppe Avalon)                                                |
| Nano                                         | 2017                                                                             |
| Omar Rudberg                                 | 2017 (als Teil der Gruppe FO&O)                                                  |
| Oscar Enestad                                | 2017 (als Teil der Gruppe FO&O)                                                  |
| Wiktoria                                     | 2016, 2017                                                                       |

*Fett-markierte Teilnahmejahre stehen für Sieger des Melodifestivalen.

## P4 Nästa 2018

### Lokale Vorentscheidungen
Das Finale des Wettbewerbs P4 Nästa fand am 25. August 2018 im Konsert & Kongress in Linköping statt. Es traten acht Interpreten gegeneinander an. Insgesamt wurden mehr als 930 Beiträge eingereicht. Alle 25 Lokalradiostationen des schwedischen Radiosenders P4 veranstalteten einen lokalen Vorentscheid und wählten einen Gewinner, der ihre Lokalradiostation vertreten sollte. Die folgenden Tabelle listet alle Gewinner der P4 Lokalradiostationen auf. In jedem lokalen Vorentscheid treten fünf Interpreten mit einem eigenen Lied gegeneinander an. Eine Jury und die Zuschauer bestimmen den Gewinner zur Hälfte.
| Interpret              | Lied Musik (M) und Text (T)                                                | Sprache    | Übersetzung (Inoffiziell)                 | P4 Nästa 2018        | P4 Nästa 2018 | P4 Nästa 2018                   |
| Interpret              | Lied Musik (M) und Text (T)                                                | Sprache    | Übersetzung (Inoffiziell)                 | Lokalradiostation P4 | Datum         | Austragungsort                  |
| ---------------------- | -------------------------------------------------------------------------- | ---------- | ----------------------------------------- | -------------------- | ------------- | ------------------------------- |
| Hildur Höglind         | Steal Her Away M/T: Hildur Höglind                                         | Englisch   | Stehle sie                                | P4 Blekinge          | 20. Juli 2018 | Östersjöfestivalen, Karlshamn   |
| Maya Linder feat. Hugo | Patience M/T: Pär Eriksson                                                 | Englisch   | Gedul                                     | P4 Dalarna           | 12. Juni 2018 | Säterdalens Folkpark, Säter     |
| Ewelina Westin         | Fading Light M/T: Ewelina Westin                                           | Englisch   | Schwindendes Licht                        | P4 Gotland           | 1. Juni 2018  | Radiohuset, Visby               |
| House Of Say           | Know it M/T: House Of Say                                                  | Englisch   | Es wissen                                 | P4 Gävleborg         | 2. Juli 2018  | Moläta, Järvsö                  |
| Philip Fritz           | Mellan dig och stormen M/T: Isak Edh, Philip Fritz                         | Schwedisch | Zwischen Dir und dem Sturm                | P4 Göteborg          | 13. Juni 2018 | Radiohuset, Göteborg            |
| Amanda Aasa            | Drown Me M/T: Amanda Aasa, Mattias Thisen Hjelm                            | Englisch   | Ertrinke mich                             | P4 Halland           | 5. Juli 2018  | Stålboms café, Falkenberg       |
| Tova Glyt              | Heavenly Father M/T: Tova Glyt                                             | Englisch   | Himmlischer Vater                         | P4 Jämtland          | 18. Mai 2018  | Storsjöteatern, Östersund       |
| Spring City            | Back On Our Streets M/T: Erik Anjou, Mikael Kullén                         | Englisch   | Zurück auf unseren Straßen                | P4 Jönköping         | 25. Mai 2018  | Stortorget, Vetlanda            |
| Patricia Birgersson    | Här Och Nu M/T: Niclas Jansson                                             | Schwedisch | Hier und jetzt                            | P4 Kalmar            | 26. Juli 2018 | Larmtorget, Kalmar              |
| Louise                 | Keep Running M/T: Louise Lövqvist                                          | Englisch   | Lauf weiter                               | P4 Kristianstad      | 7. Juni 2018  | Tivoliparken, Kristianstad      |
| When The World Sleeps  | Madness M/T: Denni Omanovic                                                | Englisch   | Wahnsinn                                  | P4 Kronoberg         | 4. Juli 2018  | Linné-Park, Växjö               |
| Amandine X             | Beautiful Mess M/T: Amandine Aupeix                                        | Englisch   | Herrliches Durcheinander                  | P4 Malmöhus          | 5. Juni 2018  | Palladium, Malmö                |
| John Ash Trips         | My Name M/T: Jonas Eriksson, Tobias Lindvall                               | Englisch   | Mein Name                                 | P4 Norrbotten        | 24. Mai 2018  | Ebeneser, Luleå                 |
| Amanda Ekberg          | When Elephants Cry M/T: Amanda Ekberg                                      | Englisch   | Wenn Elefanten weinen                     | P4 Örebro            | 7. Juni 2018  | Stortorget, Örebro              |
| Emilie Höijer          | Oh my God M/T: Emilie Höijer                                               | Englisch   | Oh mein Gott                              | P4 Östergötland      | 30. Mai 2018  | Folkets Park, Åtvidaberg        |
| The Flying Bumblebees  | Back To You? M/T: Petra Johnson, Sara Petterson                            | Englisch   | Zurück zu dir?                            | P4 Sjuhärad          | 5. Juli 2018  | Stora torget, Borås             |
| Josias Andersson       | En Kort Sekund M/T: Joacim Andersson                                       | Schwedisch | Eine kurze Sekunde                        | P4 Skaraborg         | 23. Mai 2018  | Djäknescenen, Skara             |
| The Lovers Of Valdaro  | Lost forever M/T: Paul Rein, Marie Rein, Tobias Jonsson                    | Englisch   | Für immer verloren                        | P4 Stockholm         | 5. Juni 2018  | Kulturhuset, Stockholm          |
| White Monkey           | Stand Your Ground M/T: White Monkey                                        | Englisch   | Bleib stehen                              | P4 Sörmland          | 27. Juli 2018 | Malmköpings Marknad, Malmköping |
| Beside The Bridge      | Cool Kid M/T: Joel Chew, Ludvig Algovik, Niklas Wistrand, Charlie Karlgren | Englisch   | Cooles Kind                               | P4 Uppland           | 14. Juni 2018 | Reginateatern, Uppsala          |
| Clara Sjöberg          | The Man Who Left Me For A Widow M/T: Johan Medberg                         | Englisch   | Der Mann, der mich für eine Witwe verließ | P4 Värmland          | 5. Juni 2018  | Sandgrundsudden, Karlstad       |
| Sign By Sound          | Wind Beneath My Wings M/T: Anders Nilsson                                  | Englisch   | Wind unter meinen Föügeln                 | P4 Väst              | 2. Juni 2018  | Aqua Blå-festivalen, Vänersborg |
| Jahr                   | Magic M/T: Jahr, Mani Ajami, Oskar Nordenqvist                             | Englisch   | Magisch                                   | P4 Västerbotten      | 29. Juni 2018 | Evenemanget, Umeå               |
| Emanuel Bagge          | Witness M/T: Emanuel Bagge, Mark Mangold                                   | Englisch   | Zeuge                                     | P4 Västernorrland    | 24. Mai 2018  | Söråkers Folkets Hus, Söråker   |
| Mattias Cronert        | Vänder mig om M/T: Janne Herdevall, Mattias Cronert                        | Schwedisch | Dreht sich um                             | P4 Västmanland       | 29. Juni 2018 | Stora Torget, Västerås          |

### Finale
Aus allen 25 Beiträgen wählte eine Jury insgesamt acht Beiträge aus, die dann am Finale teilnahmen. Als Interval-Avt traten der letztjährige Gewinner Stiko Per Larsson und die Gewinner des Melodifestivalen Benjamin Ingrosso und Anna Bergendahl auf. Sie vertraten Schweden beim Eurovision Song Contest 2018 und 2010.
Die Sendung wurde im Radiosender P4 ausgestrahlt und von den Radio-Moderatorinnen Titti Schultz und Josefin Johansson moderiert.
In der ersten Runde präsentierten alle acht Interpreten ihre Lieder. In der anschließenden Abstimmungsphase stimmten eine Jury und die Zuschauer zu gleichen Teilen ab.
Die Jury bestand aus der P4-Musikredakteurin Rita Jernquist, der schwedischen Opern- und P4-Musikprogrammleitung Carolina Norén, der Produzentin des Melodifestivalen Karin Gunnarsson, dem Musikredakteur Germund Stenhag, dem Vorjahressieger Stiko Per Larsson und dem Juryvorsitzenden Maths Broborg.
| Platz | Startnr. | Interpret             | Lied Musik (M) und Text (T)                                                | Sprache    | Übersetzung (Inoffiziell)  | Lokalradiostation P4 |
| ----- | -------- | --------------------- | -------------------------------------------------------------------------- | ---------- | -------------------------- | -------------------- |
| 1./2. | 2        | Spring City           | Back On Our Streets M/T: Erik Anjou, Mikael Kullén                         | Englisch   | Zurück auf unseren Straßen | P4 Jönköping         |
| 1./2. | 4        | Patricia Birgersson   | Här Och Nu M/T: Niclas Jansson                                             | Schwedisch | Hier und jetzt             | P4 Kalmar            |
| –     | 1        | Beside The Bridge     | Cool Kid M/T: Joel Chew, Ludvig Algovik, Niklas Wistrand, Charlie Karlgren | Englisch   | Cooles Kind                | P4 Uppland           |
| –     | 3        | The Lovers Of Valdaro | Lost forever M/T: Paul Rein, Marie Rein, Tobias Jonsson                    | Englisch   | Für immer verloren         | P4 Stockholm         |
| –     | 5        | Ewelina Westin        | Fading Light M/T: Ewelina Westin                                           | Englisch   | Schwindendes Licht         | P4 Gotland           |
| –     | 6        | Josias Andersson      | En Kort Sekund M/T: Joacim Andersson                                       | Schwedisch | Eine kurze Sekunde         | P4 Skaraborg         |
| –     | 7        | Amandine X            | Beautiful Mess M/T: Amandine Aupeix                                        | Englisch   | Herrliches Durcheinander   | P4 Malmöhus          |
| –     | 8        | Jahr                  | Magic M/T: Jahr, Mani Ajami, Oskar Nordenqvist                             | Englisch   | Magisch                    | P4 Västerbotten      |

 Kandidat hat sich für das Finale qualifiziert.
Die zwei Kandidaten mit den meisten Stimme qualifizierten sich für eine finale Runde, in der die Zuschauer zu 100 % entschieden haben. Dort setzte sich Spring City durch. Dennoch entschied sich die Jury gegen Spring City. Stattdessen erhielten The Lovers Of Valdaro einen Startplatz für das Melodifestivalen 2019.
| Platz | Interpret           | Lied Musik (M) und Text (T)                        | Sprache    | Übersetzung (Inoffiziell)  | Lokalradiostation P4 |
| ----- | ------------------- | -------------------------------------------------- | ---------- | -------------------------- | -------------------- |
| 1.    | Spring City         | Back On Our Streets M/T: Erik Anjou, Mikael Kullén | Englisch   | Zurück auf unseren Straßen | P4 Jönköping         |
| 2.    | Patricia Birgersson | Här Och Nu M/T: Niclas Jansson                     | Schwedisch | Hier und jetzt             | P4 Kalmar            |

## Halbfinale

### Erstes Halbfinale

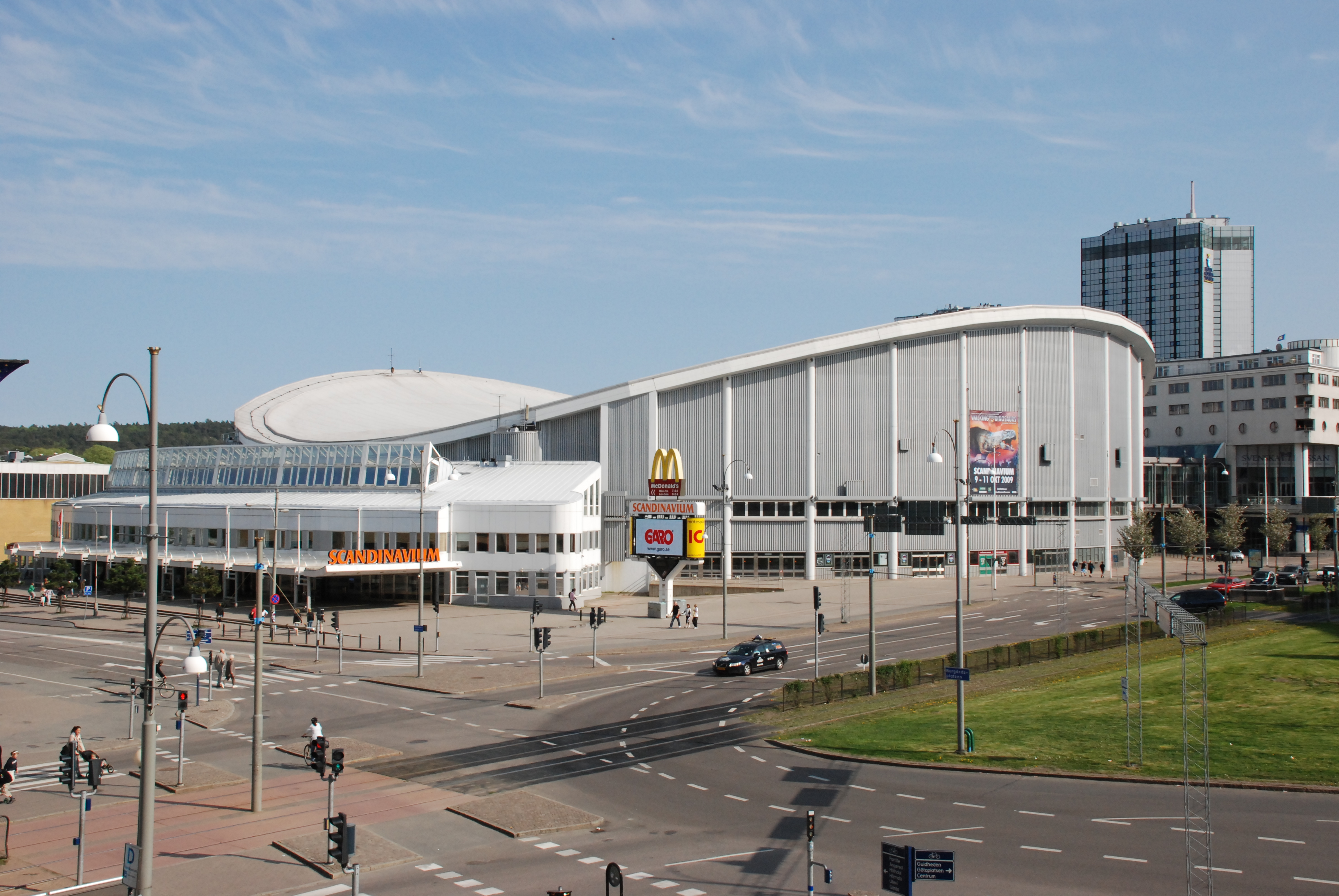
Scandinavium

Das erste Halbfinale (Deltävling 1) fand am 2. Februar 2019, 20:00 Uhr (MEZ) im Scandinavium in Göteborg statt. Alle vier Moderatoren moderierten das erste Halbfinale. Insgesamt wurden 7.158.323 Stimmen gezählt. Noch nie wurden so viele Zuschauerstimmen während eines Halbfinales gezählt. Damit wurde der Rekord des vergangenen Jahres eingestellt. Wiktoria qualifizierte sich zum dritten Mal in Folge für das Finale. Außerdem hat sich zum ersten Mal seit dem dritten Halbfinale 2014 kein Interpret, der an Startnummer eins oder sieben auftrat, nicht direkt für das Finale qualifiziert.
| Platz | Startnr. | Interpret                   | Lied Musik (M) und Text (T)                                                       | Sprache    | Übersetzung (Inoffiziell) | Zuschauerstimmen (Televoting & App) | Zuschauerstimmen (Televoting & App) | Zuschauerstimmen (Televoting & App) | Bild                        |
| Platz | Startnr. | Interpret                   | Lied Musik (M) und Text (T)                                                       | Sprache    | Übersetzung (Inoffiziell) | Stimmen                             | %                                   | Punkte                              | Bild                        |
| ----- | -------- | --------------------------- | --------------------------------------------------------------------------------- | ---------- | ------------------------- | ----------------------------------- | ----------------------------------- | ----------------------------------- | --------------------------- |
| 1.    | 3        | Wiktoria                    | Not With Me M/T: Joy Deb, Linnea Deb, Wiktoria Johansson                          | Englisch   | Nicht mit mir             | 1.431.954                           | 20,00 %                             | 90                                  | Wiktoria                    |
| 2.    | 6        | Mohombi                     | Hello M/T: Alexandru Florin Cotoi, Thomas G:son, Mohombi Moupondo, Linnea Deb     | Englisch   | Hallo                     | 1.218.685                           | 17,02 %                             | 68                                  | Mohombi                     |
| 3.    | 7        | Anna Bergendahl             | Ashes To Ashes M/T: Thomas G:son, Bobby Ljunggren, Erik Bernholm, Anna Bergendahl | Englisch   | Asche zu Asche            | 1.108.102                           | 15,48 %                             | 60                                  | Anna Bergendahl             |
| 4.    | 1        | Nano                        | Chasing Rivers M/T: Lise Cabble, Linnea Deb, Joy Deb, Thomas G:son                | Englisch   | Flüsse jagen              | 1.096.662                           | 15,32 %                             | 54                                  | Nano                        |
| 5.    | 4        | Zeana feat. Anis Don Demina | Mina bränder M/T: Thomas G:son, Jimmy Jansson, Anis Don Demina, Pa Moudou Badjie  | Schwedisch | Mein Feuer                | 0980.354                            | 13,69 %                             | 38                                  | Zeana feat. Anis Don Demina |
| 6.    | 2        | High15                      | No Drama M/T: Joy Deb, Linnea Deb, Kate Tizzard                                   | Englisch   | Kein Drama                | 0814.839                            | 11,38 %                             | 19                                  | High15                      |
| 7.    | 5        | Arja Saijonmaa              | Mina fyra årstider M/T: Göran Sparrdal, Arja Saijonmaa                            | Schwedisch | Meine vier Jahreszeiten   | 0507.727                            | 07,09 %                             | 15                                  | Arja Saijonmaa              |

 Kandidat hat sich für das Finale qualifiziert.
 Kandidat hat sich für die Andra Chansen qualifiziert.

#### Detaillierte Zuschauerstimmen (Erstes Halbfinale)
| Startnr. | Interpret                   | 3–9 Jahre | 3–9 Jahre | 10–15 Jahre | 10–15 Jahre | 16–29 Jahre | 16–29 Jahre | 30–44 Jahre | 30–44 Jahre | 45–59 Jahre | 45–59 Jahre | 60–74 Jahre | 60–74 Jahre | ab 75 Jahren | ab 75 Jahren | Televoting | Televoting | Gesamt |
| Startnr. | Interpret                   | Platz     | Punkte    | Platz       | Punkte      | Platz       | Punkte      | Platz       | Punkte      | Platz       | Punkte      | Platz       | Punkte      | Platz        | Punkte       | Platz      | Punkte     | Gesamt |
| -------- | --------------------------- | --------- | --------- | ----------- | ----------- | ----------- | ----------- | ----------- | ----------- | ----------- | ----------- | ----------- | ----------- | ------------ | ------------ | ---------- | ---------- | ------ |
| 1        | Nano                        | 5.        | 4         | 3.          | 8           | 3.          | 8           | 4.          | 6           | 4.          | 6           | 4.          | 6           | 2.           | 10           | 4.         | 6          | 54     |
| 2        | High15                      | 4.        | 6         | 5.          | 4           | 6.          | 2           | 6.          | 2           | 6.          | 2           | 7.          | 1           | 7.           | 1            | 4.         | 6          | 19     |
| 3        | Wiktoria                    | 1.        | 12        | 1.          | 12          | 1.          | 12          | 1.          | 12          | 2.          | 10          | 2.          | 10          | 1.           | 12           | 2.         | 10         | 90     |
| 4        | Zeane feat. Anis Don Demina | 2.        | 10        | 4.          | 6           | 4.          | 6           | 5.          | 4           | 5.          | 4           | 6.          | 2           | 5.           | 4            | 6.         | 2          | 38     |
| 5        | Arja Saijonmaa              | 7.        | 1         | 7.          | 1           | 7.          | 1           | 7.          | 1           | 7.          | 1           | 5.          | 4           | 6.           | 2            | 5.         | 4          | 15     |
| 6        | Mohombi                     | 3.        | 8         | 2.          | 10          | 2.          | 10          | 2.          | 10          | 3.          | 8           | 3.          | 8           | 4.           | 6            | 3.         | 8          | 68     |
| 7        | Anna Bergendahl             | 6.        | 2         | 6.          | 2           | 5.          | 4           | 3.          | 8           | 1.          | 12          | 1.          | 12          | 3.           | 8            | 1.         | 12         | 60     |

### Zweites Halbfinale

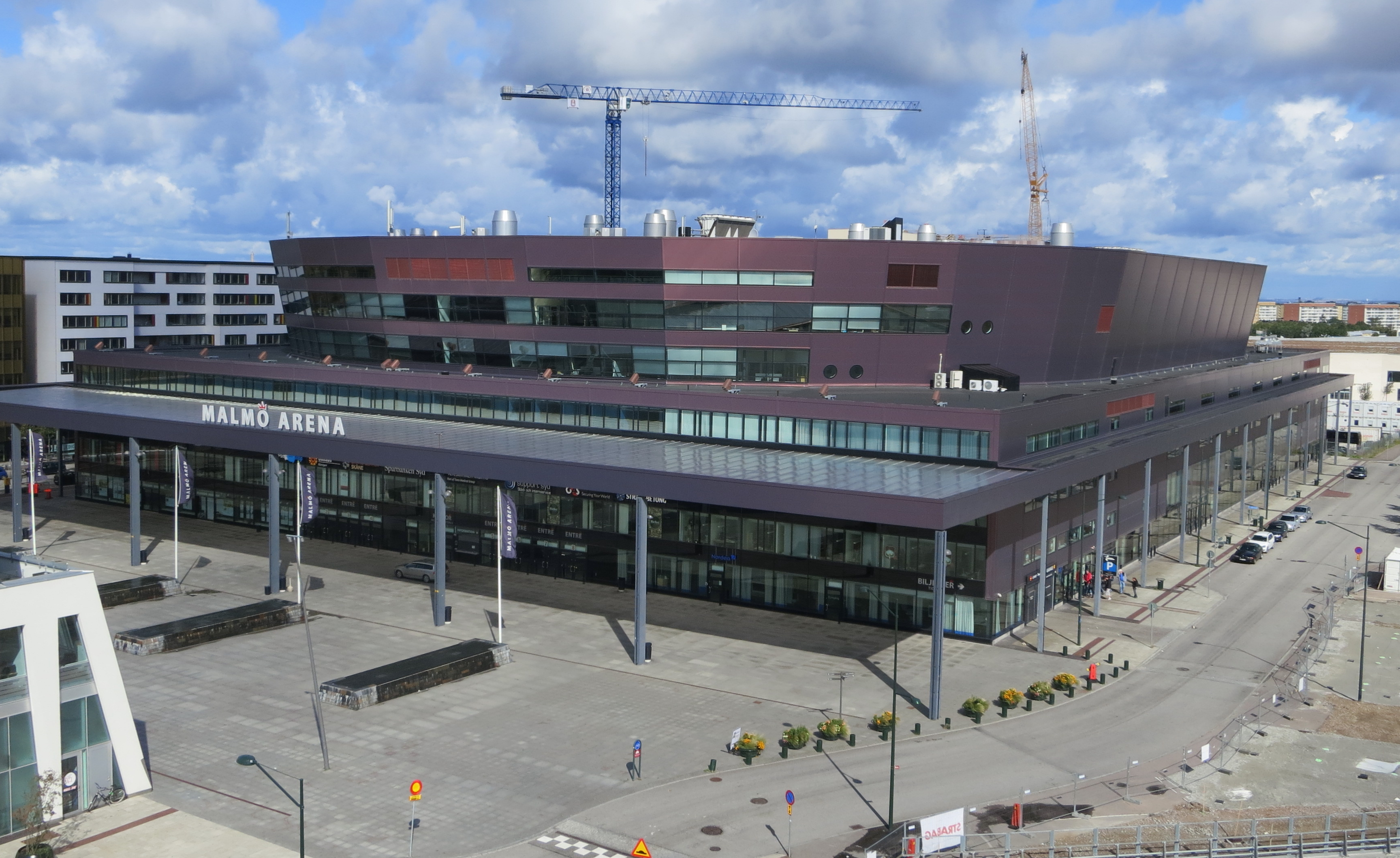
Malmö Arena

Das zweite Halbfinale (Deltävling 2) fand am 9. Februar 2019, 20:00 Uhr (MEZ) in der Malmö Arena in Malmö statt. Marika Carlsson und Sarah Dawn Finer moderierten dieses Mal zusammen. Insgesamt 6.993.333 Stimmen sind eingegangen. Das Dou Hanna Ferm und LIAMOO erhielt 1.531.720 Zuschauerstimmen, so viel wie kein anderer Teilnehmer eines Halbfinales zuvor.
| Platz | Startnr. | Interpret               | Lied Musik (M) und Text (T)                                                                           | Sprache    | Übersetzung (Inoffiziell) | Zuschauerstimmen (Televoting & App) | Zuschauerstimmen (Televoting & App) | Zuschauerstimmen (Televoting & App) | Bild                 |
| Platz | Startnr. | Interpret               | Lied Musik (M) und Text (T)                                                                           | Sprache    | Übersetzung (Inoffiziell) | Stimmen                             | %                                   | Punkte                              | Bild                 |
| ----- | -------- | ----------------------- | --- | ---------- | ------------------------- | ----------------------------------- | ----------------------------------- | ----------------------------------- | -------------------- |
| 1.    | 6        | Hanna Ferm feat. Liamoo | Hold You M/T: Jimmy Jansson, Fredrik Sonefors, Hanna Ferm, Liam Cacatian Thomassen                    | Englisch   | Dich halten               | 1.531.720                           | 21,90 %                             | 94                                  | Hannah Ferm & LIAMOO |
| 2.    | 2        | Malou Prytz             | I Do Me M/T: Isa Tengblad, Elvira Anderfjärd, Fanny Arnesson, Adéle Cechal                            | Englisch   | Ich mache mich            | 1.233.974                           | 17,65 %                             | 76                                  | Malou Prytz          |
| 3.    | 5        | Vlad Reiser             | Nakna i regnet M/T: Lukas Nathansson, John Hårleman, Vladislav Meletjenkov, Chris Enberg              | Schwedisch | Nackt im Regen            | 0991.531                            | 14,18 %                             | 52                                  | Vlad Reiser          |
| 4.    | 1        | Andreas Johnson         | Army Of Us M/T: Andreas Johnson, Jimmy Jansson, Sara Ryan, Andreas „Stone“ Johansson, Sebastian Thott | Englisch   | Armee aus uns             | 0973.171                            | 13,92 %                             | 52                                  | Andreas Johnson      |
| 5.    | 7        | Margaret                | Tempo M/T: Anderz Wrethov, Jimmy Jansson, Laurell Barker, Sebastian von Koenigsegg                    | Englisch   | Tempo                     | 0892.945                            | 12,77 %                             | 40                                  | Margaret             |
| 6.    | 4        | Jan Malmsjö             | Leva livet M/T: Anderz Wrethov, Elin Wrethov, Johan Bejerholm                                         | Schwedisch | Lebe das Leben            | 0630.359                            | 09,01 %                             | 15                                  | Jan Malmsjö          |
| 7.    | 3        | Oscar Enestad           | I Love It M/T: Emanuel Abrahamsson, Parker James, Oscar Enestad                                       | Englisch   | Ich liebe es              | 0739.501                            | 10,57 %                             | 15                                  | Oscar Enestad        |

 Kandidat hat sich für das Finale qualifiziert.
 Kandidat hat sich für die Andra Chansen qualifiziert.

#### Detaillierte Zuschauerstimmen (Zweites Halbfinale)
| Startnr. | Interpret               | 3–9 Jahre | 3–9 Jahre | 10–15 Jahre | 10–15 Jahre | 16–29 Jahre | 16–29 Jahre | 30–44 Jahre | 30–44 Jahre | 45–59 Jahre | 45–59 Jahre | 60–74 Jahre | 60–74 Jahre | ab 75 Jahren | ab 75 Jahren | Televoting | Televoting | Gesamt |
| Startnr. | Interpret               | Platz     | Punkte    | Platz       | Punkte      | Platz       | Punkte      | Platz       | Punkte      | Platz       | Punkte      | Platz       | Punkte      | Platz        | Punkte       | Platz      | Punkte     | Gesamt |
| -------- | ----------------------- | --------- | --------- | ----------- | ----------- | ----------- | ----------- | ----------- | ----------- | ----------- | ----------- | ----------- | ----------- | ------------ | ------------ | ---------- | ---------- | ------ |
| 1        | Andreas Johnson         | 5.        | 4         | 6.          | 2           | 4.          | 6           | 3.          | 8           | 2.          | 10          | 2.          | 10          | 5.           | 4            | 3.         | 8          | 52     |
| 2        | Malou Prytz             | 1.        | 12        | 2.          | 10          | 2.          | 10          | 2.          | 10          | 3.          | 8           | 3.          | 8           | 3.           | 8            | 2.         | 10         | 76     |
| 3        | Oscar Enestad           | 6.        | 2         | 5.          | 4           | 6.          | 2           | 6.          | 2           | 6.          | 2           | 7.          | 1           | 7.           | 1            | 7.         | 1          | 15     |
| 4        | Jan Malmsjö             | 7.        | 1         | 7.          | 1           | 7.          | 1           | 7.          | 1           | 7.          | 1           | 6.          | 2           | 4.           | 6            | 6.         | 2          | 15     |
| 5        | Vlad Reiser             | 3.        | 8         | 3.          | 8           | 3.          | 8           | 5.          | 4           | 5.          | 4           | 5.          | 4           | 2.           | 10           | 4.         | 6          | 52     |
| 6        | Hanna Ferm feat. Liamoo | 2.        | 10        | 1.          | 12          | 1.          | 12          | 1.          | 12          | 1.          | 12.         | 1.          | 12.         | 1.           | 12.          | 1.         | 12.        | 94     |
| 7        | Margaret                | 4.        | 6         | 4.          | 6           | 5.          | 4           | 4.          | 6           | 4.          | 6           | 4.          | 6           | 6.           | 2            | 5.         | 4          | 40     |

### Drittes Halbfinale

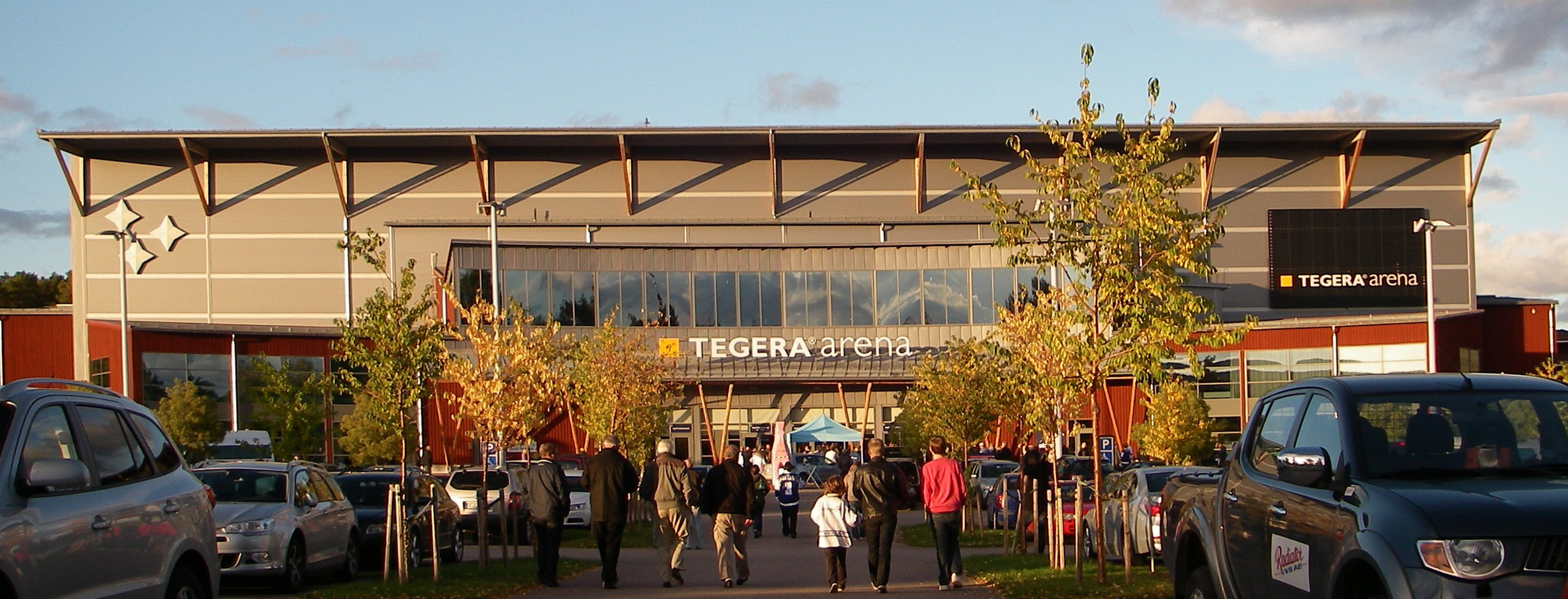
Tegera Arena

Das dritte Halbfinale (Deltävling 3) fand am 16. Februar 2019, 20:00 Uhr (MEZ) in der Tegera Arena in Leksand statt. Eric Saade, Marika Carlsson und Kodjo Akolor moderierten zu dritt. Insgesamt 6.305.045 Stimmen sind eingegangen.
| Platz | Startnr. | Interpret             | Lied Musik (M) und Text (T)                                                                         | Sprache                       | Übersetzung (Inoffiziell) | Zuschauerstimmen (Televoting & App) | Zuschauerstimmen (Televoting & App) | Zuschauerstimmen (Televoting & App) | Bild                  |
| Platz | Startnr. | Interpret             | Lied Musik (M) und Text (T)                                                                         | Sprache                       | Übersetzung (Inoffiziell) | Stimmen                             | %                                   | Punkte                              | Bild                  |
| ----- | -------- | --------------------- | --------------------------------------------------------------------------------------------------- | ----------------------------- | ------------------------- | ----------------------------------- | ----------------------------------- | ----------------------------------- | --------------------- |
| 1.    | 7        | Jon Henrik Fjällgren  | Norrsken (Goeksegh) M/T: Fredrik Kempe, David Kreuger, Niklas Carson Mattsson, Jon Henrik Fjällgren | Schwedisch                    | Nordlicht                 | 1.112.548                           | 17,76 %                             | 80                                  | Jon Henrik Fjällgren  |
| 2.    | 4        | Lina Hedlund          | Victorious M/T: Melanie Wehbe, Richard Edwards, Dino Medanhodzic, Johanna Jansson                   | Englisch                      | Siegreich                 | 1.051.399                           | 16,78 %                             | 76                                  | Lina Hedlund          |
| 3.    | 6        | Rebecka Karlsson      | Who I Am M/T: Rebecka Karlsson, Anderz Wrethov, Henric Pierroff                                     | Englisch                      | Wer ich bin               | 1.059.419                           | 16,91 %                             | 70                                  | Rebecka Karlsson      |
| 4.    | 3        | Martin Stenmarck      | Låt skiten brinna M/T: Uno Svenningsson, Tim Larsson, Tobias Lundgren                               | Schwedisch                    | Lass die Scheiße brennen  | 0862.017                            | 13,76 %                             | 46                                  | Martin Stenmarck      |
| 5.    | 2        | Dolly Style           | Habibi M/T: Jimmy Jansson, Palle Hammarlund, Robert Norberg                                         | Englisch mit arabischen Titel | Liebling                  | 0819.062                            | 12,99 %                             | 40                                  | Dolly Style           |
| 6.    | 5        | Omar Rudberg          | Om om och om igen M/T: Omar Rudberg, Johan Lindbrandt, Robin Stjernberg, Jens Hult                  | Schwedisch, Spanisch          | Wieder wieder und wieder  | 0722.215                            | 11,45 %                             | 19                                  | Omar Rudberg          |
| 7.    | 1        | The Lovers of Valdaro | Somebody Wants M/T: Peter Boström, Thomas G:son, Erik Høiby                                         | Englisch                      | Jemand möchte             | 0637.917                            | 10,12 %                             | 13                                  | The Lovers of Valdaro |

 Kandidat hat sich für das Finale qualifiziert.
 Kandidat hat sich für die Andra Chansen qualifiziert.

#### Detaillierte Zuschauerstimmen (Drittes Halbfinale)
| Startnr. | Interpret             | 3–9 Jahre | 3–9 Jahre | 10–15 Jahre | 10–15 Jahre | 16–29 Jahre | 16–29 Jahre | 30–44 Jahre | 30–44 Jahre | 45–59 Jahre | 45–59 Jahre | 60–74 Jahre | 60–74 Jahre | ab 75 Jahren | ab 75 Jahren | Televoting | Televoting | Gesamt |
| Startnr. | Interpret             | Platz     | Punkte    | Platz       | Punkte      | Platz       | Punkte      | Platz       | Punkte      | Platz       | Punkte      | Platz       | Punkte      | Platz        | Punkte       | Platz      | Punkte     | Gesamt |
| -------- | --------------------- | --------- | --------- | ----------- | ----------- | ----------- | ----------- | ----------- | ----------- | ----------- | ----------- | ----------- | ----------- | ------------ | ------------ | ---------- | ---------- | ------ |
| 1        | The Lovers of Valdaro | 6.        | 2         | 7.          | 1           | 7.          | 1           | 7.          | 1           | 5.          | 4           | 6.          | 2           | 7.           | 1            | 7.         | 1          | 13     |
| 2        | Dolly Style           | 1.        | 12        | 4.          | 6           | 6.          | 2           | 4.          | 6           | 6.          | 2           | 5.          | 4           | 5.           | 4            | 5.         | 4          | 40     |
| 3        | Martin Stenmarck      | 4.        | 6         | 6.          | 2           | 5.          | 4           | 5.          | 4           | 4.          | 6           | 3.          | 8           | 3.           | 8            | 3.         | 8          | 46     |
| 4        | Lina Hedlund          | 2.        | 10        | 3.          | 8           | 3.          | 8           | 1.          | 12          | 1.          | 12          | 2.          | 10          | 2.           | 10           | 4.         | 6          | 76     |
| 5        | Omar Rudberg          | 7.        | 1         | 5.          | 4           | 4.          | 6           | 6.          | 2           | 7.          | 1           | 7.          | 1           | 6.           | 2            | 6.         | 2          | 19     |
| 6        | Rebecka Karlsson      | 3.        | 8         | 1.          | 12          | 2.          | 10          | 2.          | 10          | 3.          | 8           | 4.          | 6           | 4.           | 6            | 2.         | 10         | 70     |
| 7        | Jon Henrik Fjällgren  | 5.        | 4         | 2.          | 10          | 1.          | 12          | 3.          | 8           | 2.          | 10          | 1.          | 12          | 1.           | 12           | 1.         | 12         | 80     |

### Viertes Halbfinale

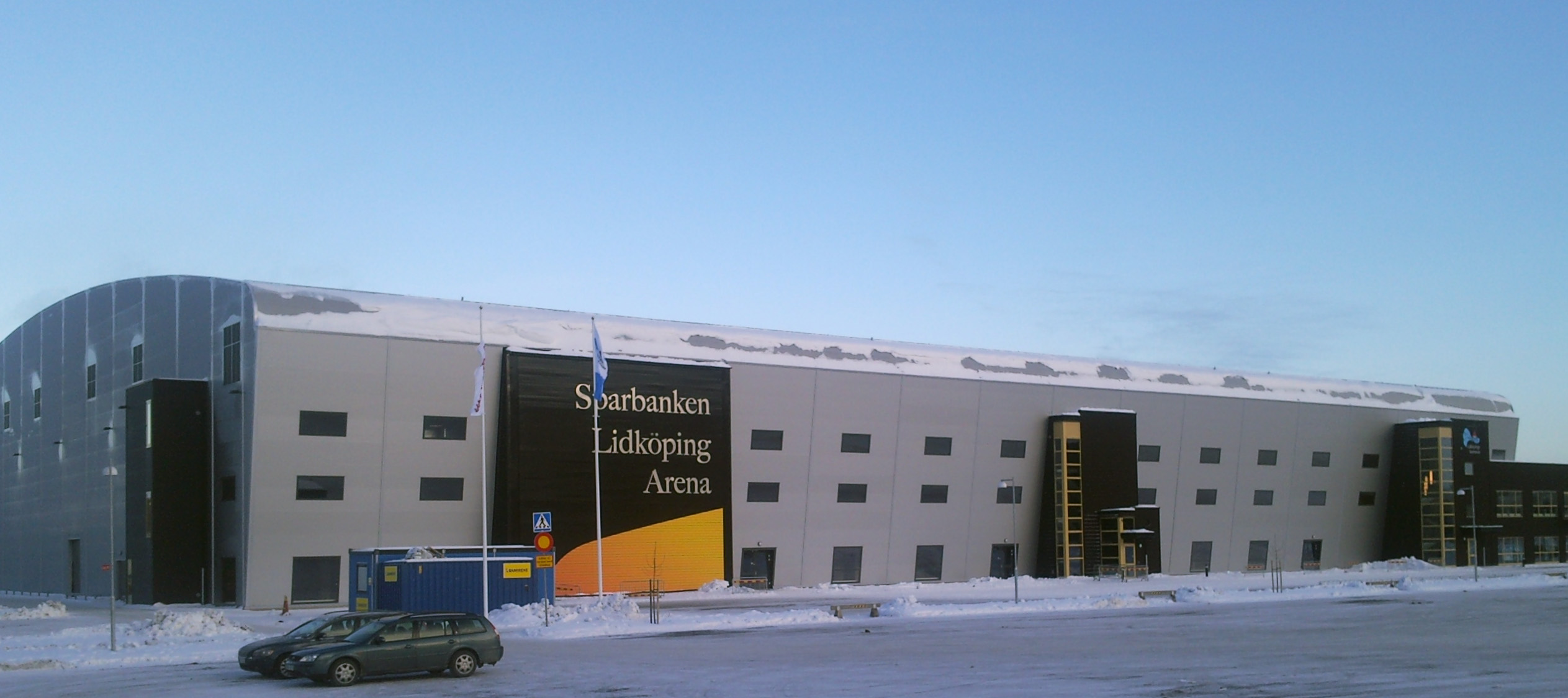
Sparbanken Arena

Das vierte Halbfinale (Deltävling 4) fand am 23. Februar 2019, 20:00 Uhr (MEZ) in der Sparbanken Arena in Lidköping statt. Insgesamt 6.810.817 Stimmen sind eingegangen. Dieses Mal moderierten Eric Saade, Sarah Dawn Finer und Marika Carlsson zu dritt.
| Platz | Startnr. | Interpret         | Lied Musik (M) und Text (T)                                                            | Sprache              | Übersetzung (Inoffiziell) | Zuschauerstimmen (Televoting & App) | Zuschauerstimmen (Televoting & App) | Zuschauerstimmen (Televoting & App) | Bild              |
| Platz | Startnr. | Interpret         | Lied Musik (M) und Text (T)                                                            | Sprache              | Übersetzung (Inoffiziell) | Stimmen                             | %                                   | Punkte                              | Bild              |
| ----- | -------- | ----------------- | -------------------------------------------------------------------------------------- | -------------------- | ------------------------- | ----------------------------------- | ----------------------------------- | ----------------------------------- | ----------------- |
| 1.    | 7        | John Lundvik      | Too Late for Love M/T: John Lundvik, Anderz Wrethov, Andreas „Stone“ Johansson         | Englisch             | Zu spät für Liebe         | 1.465.231                           | 21,58 %                             | 86                                  | John Lundvik      |
| 2.    | 5        | Bishara           | On My Own M/T: Markus Sepehrmanesh, Benjamin Ingrosso, Robert Habolin                  | Englisch             | Allein                    | 1.497.326                           | 22,05 %                             | 84                                  | Bishara           |
| 3.    | 3        | Lisa Ajax         | Torn M/T: Isa Molin                                                                    | Englisch             | Zerrissen                 | 1.166.263                           | 17,18 %                             | 56                                  | Lisa Ajax         |
| 4.    | 4        | Arvingarna        | I Do M/T: Nanne Grönvall, Mikael Karlsson, Casper Jarnebrink, Thomas „Plec“ Johansson  | Schwedisch, Englisch | Ich tue                   | 0895.957                            | 13,20 %                             | 54                                  | Arvingarna        |
| 5.    | 6        | Ann-Louise Hanson | Kärleken finns kvar M/T: David Lindgren Zacharias, Josefin Glenmark, Olof „Ollie“ Olse | Schwedisch           | Liebe bleibt              | 0583.995                            | 08,57 %                             | 25                                  | Ann-Louise Hanson |
| 6.    | 2        | Anton Hagman      | Känner dig M/T: Gusten Dahlqvist, Oliver Forsmark, Anton Hagman, Jakob Hjulström       | Schwedisch           | Kenne dich                | 0601.113                            | 08,83 %                             | 21                                  | Anton Hagman      |
| 7.    | 1        | Pagan Fury        | Stormbringer M/T: Tobias Gustavsson, Fredrik Thomander, Anders Wikström, Mia Stegmar   | Englisch             | Sturmbringer              | 0579.502                            | 08,51 %                             | 18                                  | Pagan Fury        |

 Kandidat hat sich für das Finale qualifiziert.
 Kandidat hat sich für die Andra Chansen qualifiziert.

#### Detaillierte Zuschauerstimmen (Viertes Halbfinale)
| Startnr. | Interpret         | 3–9 Jahre | 3–9 Jahre | 10–15 Jahre | 10–15 Jahre | 16–29 Jahre | 16–29 Jahre | 30–44 Jahre | 30–44 Jahre | 45–59 Jahre | 45–59 Jahre | 60–74 Jahre | 60–74 Jahre | ab 75 Jahren | ab 75 Jahren | Televoting | Televoting | Gesamt |
| Startnr. | Interpret         | Platz     | Punkte    | Platz       | Punkte      | Platz       | Punkte      | Platz       | Punkte      | Platz       | Punkte      | Platz       | Punkte      | Platz        | Punkte       | Platz      | Punkte     | Gesamt |
| -------- | ----------------- | --------- | --------- | ----------- | ----------- | ----------- | ----------- | ----------- | ----------- | ----------- | ----------- | ----------- | ----------- | ------------ | ------------ | ---------- | ---------- | ------ |
| 1        | Pagan Fury        | 6.        | 2         | 7.          | 1           | 7.          | 1           | 5.          | 4           | 5.          | 4           | 6.          | 2           | 6.           | 2            | 6.         | 2          | 18     |
| 2        | Anton Hagman      | 4.        | 6         | 4.          | 6           | 5.          | 4           | 7.          | 1           | 7.          | 1           | 7.          | 1           | 7.           | 1            | 7.         | 1          | 21     |
| 3        | Lisa Ajax         | 2.        | 10        | 2.          | 10          | 3.          | 8           | 3.          | 8           | 4.          | 6           | 5.          | 4           | 4.           | 6            | 5.         | 4          | 56     |
| 4        | Arvingarna        | 5.        | 4         | 5.          | 4           | 4.          | 6           | 4.          | 6           | 3.          | 8           | 2.          | 10          | 3.           | 8            | 3.         | 8          | 54     |
| 5        | Bishara           | 1.        | 12        | 1.          | 12          | 1.          | 12          | 2.          | 10          | 2.          | 10          | 3.          | 8           | 2.           | 10           | 2.         | 10         | 84     |
| 6        | Ann-Louise Hanson | 7.        | 1         | 6.          | 2           | 6.          | 2           | 6.          | 2           | 6.          | 2           | 4.          | 6           | 5.           | 4            | 4.         | 6          | 25     |
| 7        | John Lundvik      | 3.        | 8         | 3.          | 8           | 2.          | 10          | 1.          | 12          | 1.          | 12.         | 1.          | 12          | 1.           | 12           | 1.         | 12         | 86     |

## Andra Chansen

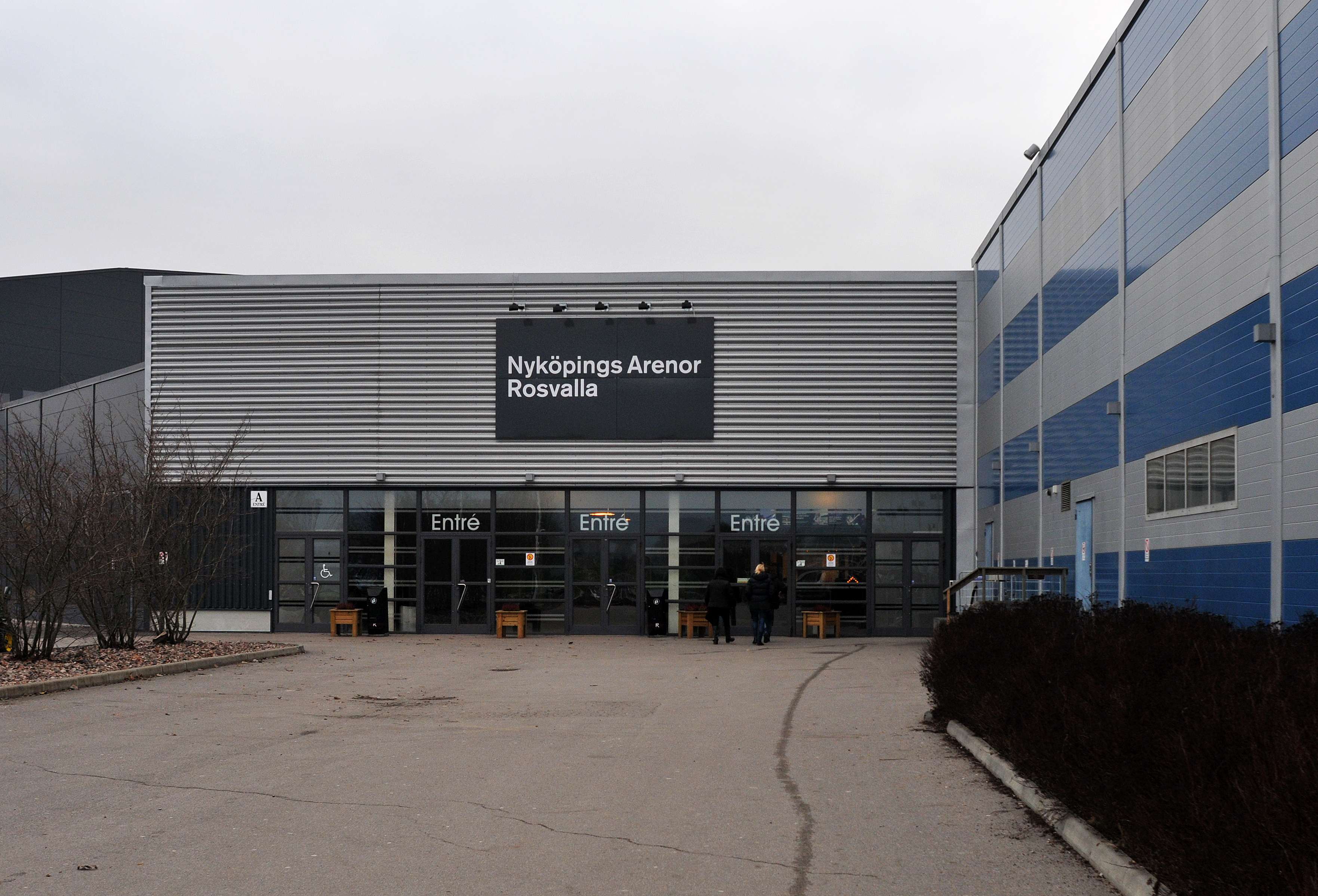
Nyköpings Arenor Rosvalla

Die zweite Chance (Andra Chansen) fand am 2. März 2019, 20:00 Uhr (MEZ) in der Nyköpings Arenor Rosvalla in Nyköping statt. Sarah Dawn Finer und Kodjo Akolor moderierten die Sendung.
| 1 | 1 | Andreas Johnson  | Army Of Us M/T: Andreas Johnson, Jimmy Jansson, Sara Ryan, Andreas „Stone“ Johansson, Sebastian | 0693.105  | 37,11 % | 0 |
| 1 | 2 | Anna Bergendahl  | Ashes To Ashes M/T: Thomas G:son, Bobby Ljunggren, Erik Bernholm, Anna Bergendahl               | 1.174.531 | 62,89 % | 8 |
|   |   |                  |                                                                                                 |           |         |   |
| 2 | 1 | Vlad Reiser      | Nakna i regnet M/T: Lukas Nathansson, John Hårleman, Vladislav Meletjenkov, Chris Enberg        | 0713.742  | 38,34 % | 1 |
| 2 | 2 | Nano             | Chasing Rivers M/T: Lise Cabble, Linnea Deb, Joy Deb, Thomas G:son                              | 1.147.998 | 61,66 % | 7 |
|   |   |                  |                                                                                                 |           |         |   |
| 3 | 1 | Martin Stenmarck | Låt skiten brinna M/T: Uno Svenningsson, Tim Larsson, Tobias Lundgren                           | 0671.850  | 37,58 % | 1 |
| 3 | 2 | Lisa Ajax        | Torn M/T: Isa Molin                                                                             | 1.116.086 | 62,42 % | 7 |
|   |   |                  |                                                                                                 |           |         |   |
| 4 | 1 | Rebecka Karlsson | Who I Am M/T: Rebecka Karlsson, Anderz Wrethov, Henric Pierroff                                 | 0793.704  | 45,96 % | 2 |
| 4 | 2 | Arvingarna       | I Do M/T: Nanne Grönvall, Mikael Karlsson, Casper Jarnebrink, Thomas „Plec“ Johansson           | 0933.069  | 54,04 % | 6 |

 Kandidat hat sich für das Finale qualifiziert.

### Detaillierte Zuschauerstimmen (Andra Chansen)
| Startnr. | Interpret        | 3–9 Jahre | 3–9 Jahre | 10–15 Jahre | 10–15 Jahre | 16–29 Jahre | 16–29 Jahre | 30–44 Jahre | 30–44 Jahre | 45–59 Jahre | 45–59 Jahre | 60–74 Jahre | 60–74 Jahre | ab 75 Jahren | ab 75 Jahren | Televoting | Televoting | Gesamt |
| Startnr. | Interpret        | Platz     | Punkte    | Platz       | Punkte      | Platz       | Punkte      | Platz       | Punkte      | Platz       | Punkte      | Platz       | Punkte      | Platz        | Punkte       | Platz      | Punkte     | Gesamt |
| -------- | ---------------- | --------- | --------- | ----------- | ----------- | ----------- | ----------- | ----------- | ----------- | ----------- | ----------- | ----------- | ----------- | ------------ | ------------ | ---------- | ---------- | ------ |
| 1        | Andreas Johnson  | 2.        | 0         | 2.          | 0           | 2.          | 0           | 2.          | 0           | 2.          | 0           | 2.          | 0           | 2.           | 0            | 2.         | 0          | 0      |
| 2        | Anna Bergendahl  | 1.        | 1         | 1.          | 1           | 1.          | 1           | 1.          | 1           | 1.          | 1           | 1.          | 1           | 1.           | 1            | 1.         | 1          | 8      |
| 1        | Vlad Reiser      | 1.        | 1         | 2.          | 0           | 2.          | 0           | 2.          | 0           | 2.          | 0           | 2.          | 0           | 2.           | 0            | 2.         | 0          | 1      |
| 2        | Nano             | 2.        | 0         | 1.          | 1           | 1.          | 1           | 1.          | 1           | 1.          | 1           | 1.          | 1           | 1.           | 1            | 1.         | 1          | 7      |
| 1        | Martin Stenmarck | 2.        | 0         | 2.          | 0           | 2.          | 0           | 2.          | 0           | 2.          | 0           | 1.          | 1           | 2.           | 0            | 2.         | 0          | 1      |
| 2        | Lisa Ajax        | 1.        | 1         | 1.          | 1           | 1.          | 1           | 1.          | 1           | 1.          | 1           | 2.          | 0           | 1.           | 1            | 1.         | 1          | 7      |
| 1        | Rebecka Karlsson | 1.        | 1         | 1.          | 1           | 2.          | 0           | 2.          | 0           | 2.          | 0           | 2.          | 0           | 2.           | 0            | 2.         | 0          | 2      |
| 2        | Arvingarna       | 2.        | 0         | 2.          | 0           | 1.          | 1           | 1.          | 1           | 1.          | 1           | 1.          | 1           | 1.           | 1            | 1.         | 1          | 6      |

## Finale

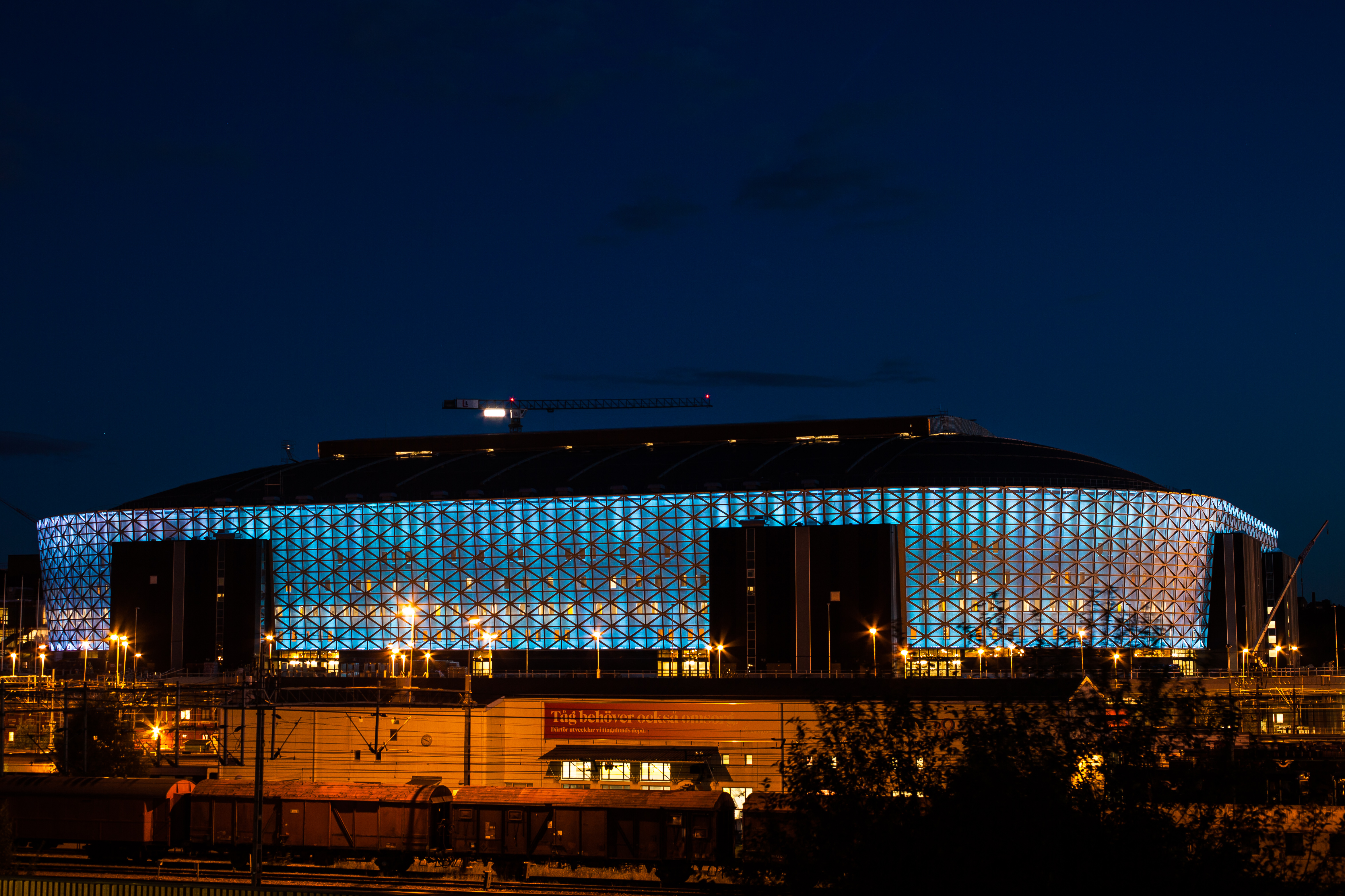
Friends Arena

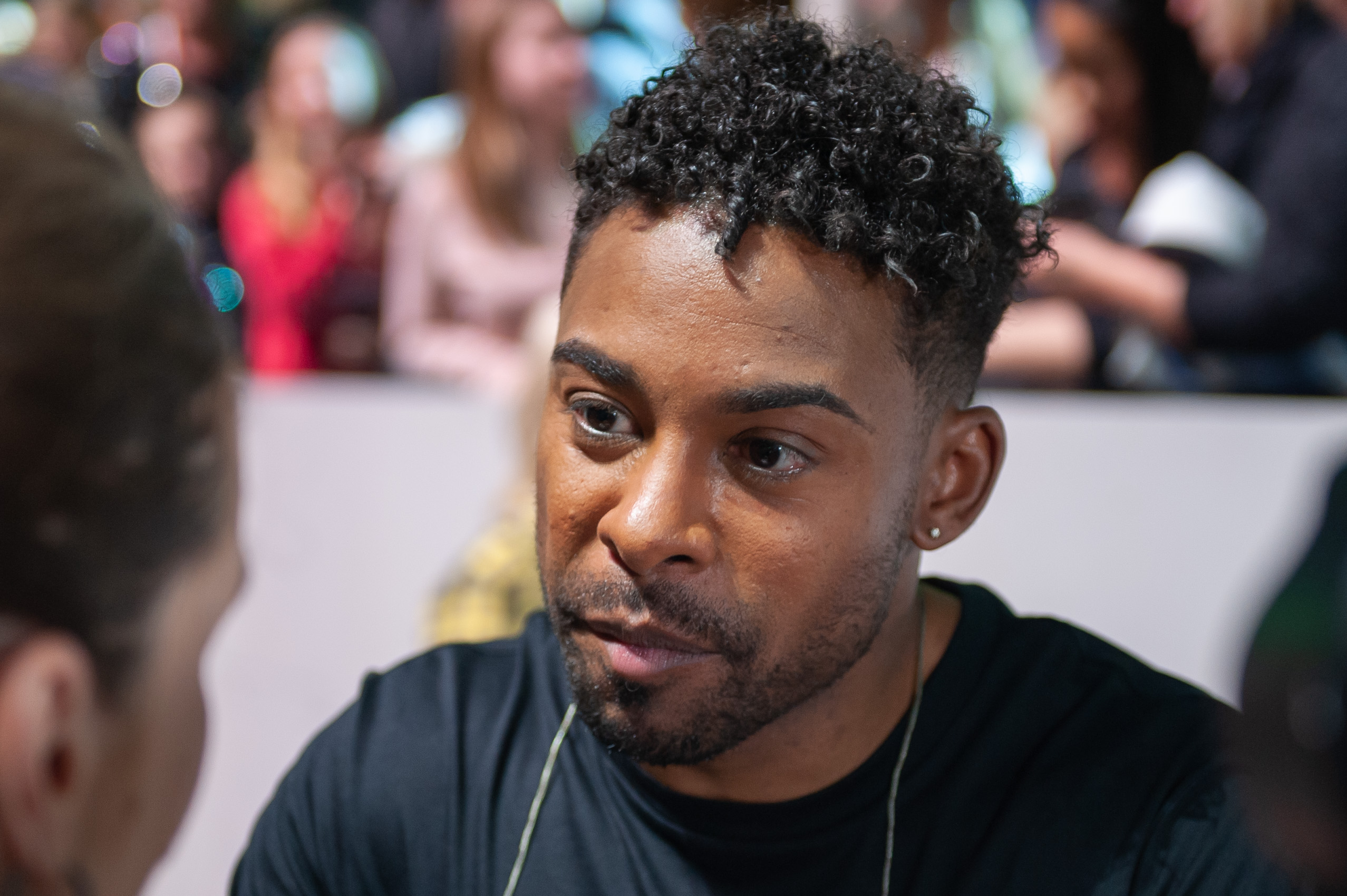
Der Gewinner der schwedischen Vorentscheidung: John Lundvik

Das Finale (Finalen) fand am 9. März 2019 um 20:00 Uhr (MEZ) in der 30.000 Zuschauer fassenden Friends Arena in Solna (Stockholm) statt. Die Sendung wurde von allen vier Moderatoren moderiert. John Lundvik gewann den Vorentscheid, nachdem er sowohl das Jury- als auch das Televoting gewann. Er erhielt 96 Punkte von den Jurys und 85 Punkte von den Zuschauern. Damit gewann zum dritten Mal in Folge ein Künstler, der im Vorjahr zum ersten Mal am Melodifestivalen teilnahm.
Benjamin Ingrosso, der Gewinner des letztjährigen Melodifestivalen, und der zweitplatzierte Felix Sandman, eröffneten den Vorentscheid mit ihrem Lied Tror Du Att Han Bryr Sig. Während der Abstimmungsphase fand eine Tanz Darbietung des Gewinnertitels Ingrossos, Dance You Off, statt. Charlotte Perrelli und Dana International sangen ihre Titel, mit denen sie den Eurovision Song Contest gewannen. Anschließend präsentierten sie ein Duett.
Erstmals bestand die internationale Jury aus acht Mitgliedern. Erstmals erhielt ein Interpret von allen Jurys jeweils 12 Punkte.
Insgesamt gingen 15.757.707 Stimmen ein. Ein neuer Allzeitrekord für ein Finale und eine Sendung des Melodifestivalen.
3.610.000 Zuschauer verfolgten das Finale des Melodifestivalen, was einem Marktanteil von insgesamt 79,3 Prozent bedeutet. In der werberelevanten Zielgruppe (20 bis 59 Jahre) stieg der Marktanteil auf 86,3 Prozent an. Damit war das Finale etwas erfolgreicher als im vergangenen Jahr, lag aber dennoch unter der Durchschnittszuschauerzahl der vergangenen 19 Jahre. Beim Video-on-Demand-Dienst SVT Play verdoppelte sich die Zahl der Aufrufe gegenüber 2018.
| 01. | 10 | John Lundvik            | Too Late for Love M/T: John Lundvik, Anderz Wrethov, Andreas „Stone“ Johansson             | Englisch             | 12 | 12 | 12 | 12 | 12 | 12 | 12 | 12 | 96 | 2.211.811 | 18,3 % | 85 | 181 |
| 02. | 05 | Bishara                 | On My Own M/T: Markus Sepehrmanesh, Benjamin Ingrosso, Robert Habolin                      | Englisch             | 7  | 1  | 3  | 6  | 10 | 10 | –  | 1  | 38 | 1.719.337 | 14,9 % | 69 | 107 |
| 03. | 08 | Hanna Ferm feat. Liamoo | Hold You M/T: Jimmy Jansson, Fredrik Sonefors, Hanna Ferm, Liam Pablito Cacatian Thomassen | Englisch             | 8  | 6  | 6  | 5  | 6  | 7  | 7  | 3  | 48 | 1.592.988 | 12,7 % | 59 | 107 |
| 04. | 01 | Jon Henrik Fjällgren    | Norrsken M/T: Fredrik Kempe, David Kreuger, Niklas Carson Mattsson, Jon Henrik Fjällgren   | Schwedisch           | 1  | –  | 8  | 1  | 1  | –  | 8  | –  | 19 | 1.398.299 | 11,9 % | 55 | 074 |
| 05. | 03 | Mohombi                 | Hello M/T: Alexandru Florin Cotoi, Thomas G:son, Mohombi Moupondo, Linnea Deb              | Englisch             | 5  | 2  | 7  | 7  | 2  | –  | 4  | 5  | 32 | 1.349.171 | 09,1 % | 42 | 074 |
| 06. | 11 | Wiktoria                | Not With Me M/T: Joy Deb, Linnea Deb, Wiktoria Johansson                                   | Englisch             | 2  | 3  | 1  | 10 | 8  | 8  | –  | 4  | 36 | 1.173.276 | 06,0 % | 28 | 064 |
| 07. | 12 | Arvingarna              | I Do M/T: Nanne Grönvall, Mikael Karlsson, Casper Jarnebrink, Thomas „Plec“ Johansson      | Schwedisch, Englisch | –  | 7  | 4  | –  | 3  | 3  | 10 | –  | 27 | 1.159.367 | 08,0 % | 37 | 064 |
| 08. | 07 | Nano                    | Chasing Rivers M/T: Lise Cabble, Linnea Deb, Joy Deb, Thomas G:son                         | Englisch             | 10 | 4  | 10 | 8  | 7  | 2  | 5  | 8  | 54 | 951.266   | 02,2 % | 10 | 064 |
| 09. | 02 | Lisa Ajax               | Torn M/T: Isa Molin                                                                        | Englisch             | 6  | 10 | 2  | 3  | 5  | 6  | 1  | 6  | 39 | 1.164.997 | 05,0 % | 23 | 062 |
| 10. | 06 | Anna Bergendahl         | Ashes To Ashes M/T: Thomas G:son, Bobby Ljunggren, Erik Bernholm, Anna Bergendahl          | Englisch             | –  | –  | –  | 2  | –  | 5  | 6  | 7  | 20 | 1.143.408 | 07,8 % | 36 | 056 |
| 11. | 04 | Lina Hedlund            | Victorious M/T: Melanie Wehbe, Richard Edwards, Dino Medanhodzic, Johanna Jansson          | Englisch             | 3  | 8  | –  | 4  | –  | 4  | 3  | 10 | 32 | 883.187   | 01,7 % | 08 | 040 |
| 12. | 09 | Malou Prytz             | I Do Me M/T: Isa Tengblad, Elvira Anderfjärd, Fanny Arnesson, Adéle Cechal                 | Englisch             | 4  | 5  | 5  | –  | 4  | 1  | 2  | 2  | 23 | 1.010.600 | 02,6 % | 12 | 035 |
| Jury-Punktesprecher |    |                         |                                                                                            |                      |    |    |    |    |    |    |    |    |    |           |        |    |     |
| - – Carla Bugalho - – Marvin Dietmann - – Stephanie Werrett - – Evi Papamichael - – Bruno Berberes - – Krista Siegfrids - – Simon Proctor - – Dana International |    |                         |                                                                                            |                      |    |    |    |    |    |    |    |    |    |           |        |    |     |

### Detaillierte Zuschauerstimmen (Finale)
| Startnr. | Interpret               | 3–9 Jahre | 3–9 Jahre | 10–15 Jahre | 10–15 Jahre | 16–29 Jahre | 16–29 Jahre | 30–44 Jahre | 30–44 Jahre | 45–59 Jahre | 45–59 Jahre | 60–74 Jahre | 60–74 Jahre | ab 75 Jahren | ab 75 Jahren | Televoting | Televoting | Gesamt |
| Startnr. | Interpret               | Platz     | Punkte    | Platz       | Punkte      | Platz       | Punkte      | Platz       | Punkte      | Platz       | Punkte      | Platz       | Punkte      | Platz        | Punkte       | Platz      | Punkte     | Gesamt |
| -------- | ----------------------- | --------- | --------- | ----------- | ----------- | ----------- | ----------- | ----------- | ----------- | ----------- | ----------- | ----------- | ----------- | ------------ | ------------ | ---------- | ---------- | ------ |
| 01       | Jon Henrik Fjällgren    | 3.        | 8         | 7.          | 4           | 4.          | 7           | 5.          | 6           | 6.          | 5           | 4.          | 7           | 3.           | 8            | 2.         | 10         | 55     |
| 02       | Lisa Ajax               | 4.        | 7         | 4.          | 7           | 7.          | 4           | 9.          | 2           | 11.         | 0           | 12.         | 0           | 8.           | 3            | 12.        | 0          | 23     |
| 03       | Mohombi                 | 2.        | 10        | 5.          | 6           | 6.          | 5           | 3.          | 8           | 8.          | 3           | 10.         | 1           | 6.           | 5            | 7.         | 4          | 42     |
| 04       | Lina Hedlund            | 9.        | 2         | 11.         | 0           | 12.         | 0           | 10.         | 1           | 9.          | 2           | 8.          | 3           | 12.          | 0            | 11.        | 0          | 08     |
| 05       | Bishara                 | 1.        | 12        | 1.          | 12          | 2.          | 10          | 4.          | 7           | 4.          | 7           | 6.          | 5           | 2.           | 10           | 5.         | 6          | 69     |
| 06       | Anna Bergendahl         | 12.       | 0         | 12.         | 0           | 11.         | 0           | 6.          | 5           | 2.          | 10          | 2.          | 10          | 7.           | 4            | 4.         | 7          | 36     |
| 07       | Nano                    | 8.        | 3         | 9.          | 2           | 10.         | 1           | 12.         | 0           | 10.         | 1           | 9.          | 2           | 11.          | 0            | 10.        | 1          | 10     |
| 08       | Hanna Ferm feat. Liamoo | 5.        | 6         | 2.          | 10          | 3.          | 8           | 2.          | 10          | 3.          | 8           | 5.          | 6           | 5.           | 6            | 6.         | 5          | 59     |
| 09       | Malou Prytz             | 7.        | 4         | 8.          | 3           | 9.          | 2           | 11.         | 0           | 12.         | 0           | 11.         | 0           | 10.          | 1            | 9.         | 2          | 12     |
| 10       | John Lundvik            | 6.        | 5         | 3.          | 8           | 1.          | 12          | 1.          | 12          | 1.          | 12          | 1.          | 12          | 1.           | 12           | 1.         | 12         | 85     |
| 11       | Wiktoria                | 10.       | 1         | 6.          | 5           | 5.          | 6           | 8.          | 3           | 7.          | 4           | 7.          | 4           | 9.           | 2            | 8.         | 3          | 28     |
| 12       | Arvingarna              | 11.       | 0         | 10.         | 1           | 8.          | 3           | 7.          | 4           | 5.          | 6           | 3.          | 8           | 4.           | 7            | 3.         | 8          | 37     |

## Übertragung
Alle sechs Sendungen wurden von den öffentlichen-rechtlichen Fernsehsendern SVT 1, SVT 24, finnischen Sendern Yle Areena und dem Video-on-Demand-Dienst SVT Play übertragen. Die Sendung Andra Chansen wurde zusätzlich vom finnischen Sender Yle TV2 übertragen. Yle Teema & Fem übertrug das Finale. Jede Sendung wurde auch im Radioprogramm Sveriges Radio P4 übertragen
| Sendung       | Sendedatum                  | Sender                                           | Kandidaten |
| ------------- | --------------------------- | ------------------------------------------------ | ---------- |
| Deltävling 1  | 2. Februar 2019, 20:00 Uhr  | , (Gebärdensprache), (Kommentar: Carolina Norén) | 07         |
| Deltävling 2  | 9. Februar 2019, 20:00 Uhr  | , (Gebärdensprache), (Kommentar: Carolina Norén) | 07         |
| Deltävling 3  | 16. Februar 2019, 20:00 Uhr | , (Gebärdensprache), (Kommentar: Carolina Norén) | 07         |
| Deltävling 4  | 23. Februar 2019, 20:00 Uhr | , (Gebärdensprache), (Kommentar: Carolina Norén) | 07         |
| Andra Chansen | 02. März 2019, 20:00 Uhr    | , (Gebärdensprache), (Kommentar: Carolina Norén) | 08         |
| Finalen       | 09. März 2019, 20:00 Uhr    | , (Gebärdensprache), (Kommentar: Carolina Norén) | 12         |